# Abroholos
Abroholos wird ein starker Wind zwischen Cabo de São Tomé und Cabo Frio, an der Küste Brasiliens, genannt, der von Mai bis August weht. Er zeichnet sich dadurch aus, dass er schnell aufkommt, von kurzer Dauer ist und schnell wieder verschwindet. Dabei treibt er warme, sehr feuchte Luft von Südosten her auf den Kontinent.